# SC Sélestat
Der SC Sélestat, auch als FC Sélestat bekannt, (offiziell Sport Club Sélestat Football) ist ein französischer Fußballverein aus der Stadt Sélestat (deutsch Schlettstadt) im elsässischen Département Bas-Rhin.

## Geschichte
Der SV Schlettstadt entstand 1906 aus dem Zusammenschluss des Schlettstadter Fußball-Klub 1906 mit dem Fußball-Klub Sport Schlettstadt. Die Stadt Schlettstadt gehörte bis 1919 zum Reichsland Elsaß-Lothringen und damit zum Deutschen Reich.
In Frankreich hieß der Verein seit 1919 SC Sélestat. 1920 und 1922 gewann der Verein die Meisterschaft der elsässischen Ehrendivision (Division d´Honneur Alsace). Der SC Sélestat erreichte außerdem in den Spielzeiten 1920/21, 1922/23, 1925/26, 1930/31 und 1935/36 die landesweite Hauptrunde des Französischen Pokals.
Während der deutschen Besetzung Frankreichs im Zweiten Weltkrieg von 1940 bis 1944 nahmen die Fußballvereine aus Elsaß-Lothringen am Spielbetrieb des Deutschen Reichs teil. Der SC Sélestat trat nun wieder unter seinem deutschen Namen SV Schlettstadt an und wurde 1940 in die Gauliga Elsaß aufgenommen. Als Sechster der Staffel Unterelsaß stieg der Verein nach der Spielzeit 1940/41 in die örtliche Bezirksliga ab. Nach einem Jahr gelang 1942 der Wiederaufstieg in die Gauliga. In der Spielzeit 1942/43 belegte der SV Schlettstadt den siebten und in der Spielzeit 1943/44 den zehnten und letzten Rang.
Der Verein stieg nicht ab, da die Gauliga zur Spielzeit 1944/45 in zwei Staffeln geteilt wurde. Ein Spielbetrieb fand angesichts der Kriegsereignisse in Frankreich ab Juli 1944 nicht mehr statt. Seit 1945 spielte der Verein wieder als SC Sélestat im elsässischen Ligensystem.
In der wegen der COVID-19-Pandemie vorzeitig abgebrochenen Saison 2019/20 spielte der SC Sélestat in der Staffel E der Liga Grand Est Régional 2, die zur siebten französischen Ligenebene gehört.